# 오트마르 에덴호퍼
오트마르 에덴호퍼(Ottmar Edenhofer)은 독일의 경제학자이다.

## 같이 보기
- 환경경제학
- 지속 가능한 발전
- 지구변화
- 지리경제학